# 米德卢姆 (下萨克森州)
米德卢姆（德語：Midlum，發音：[ˈmɪdlʊm]）是德国下萨克森州库克斯港县曾经的一个市镇，面积31.07平方千米，人口为人。2015年1月1日，米德卢姆与另外7个市镇合并为新市镇武斯特诺德塞屈斯特。